# Pray (Włochy)
Pray – miejscowość i gmina we Włoszech, w regionie Piemont, w prowincji Biella.
Według danych na styczeń 2009 gminę zamieszkiwało 2396 osób przy gęstości zaludnienia 257,6 os./1 km².